# Bazylika Matki Bożej Pokornej w Rudach
Bazylika Wniebowzięcia Najświętszej Maryi Panny w Rudach – zabytkowy kościół przyklasztorny z XIV wieku dawnego opactwa cystersów w Rudach, obecnie wchodzi w skład Pocysterskiego Zespołu Klasztorno-Pałacowego i Ośrodka Edukacyjno-Formacyjnego diecezji gliwickiej w Rudach oraz pełni funkcję kościoła parafialnego parafii pod tym samym wezwaniem, od 1995 diecezjalne sanktuarium Matki Boskiej Rudzkiej zwanej Pokorną, w 2009 podniesiony do godności bazyliki mniejszej.

## Historia
Historia bazyliki Wniebowzięcia NMP w Rudach nierozerwalnie wiąże się z historią opactwa cysterskiego, które zostało ulokowane na tych terenach w połowie XIII wieku. Pierwszy tymczasowy kościół, prawdopodobnie drewniany, cystersi wybudowali zaraz po przybyciu do Rud pierwszych zakonników z Jędrzejowa. Budowę następnego, istniejącego do czasów współczesnych, rozpoczęto po sprowadzeniu do Rud całego konwentu około roku 1300. Kościół wybudowany w stylu gotyckim z elementami romańskimi był konsekrowany około roku 1303.
Kościół o średniowiecznej architekturze poddawano przebudowie w XVII i XVIII w. W 1685 do pierwotnej fasady dobudowano kruchtę z nowym wejściowym portalem. W latach 1723–1726 wybudowano też kaplicę Najświętszej Marii Panny z kryptą grzebalną cystersów. Pod koniec tej rozbudowy doszło do groźnego pożaru. Podczas odbudowy zniszczeń, które w jego wyniku powstały, w 1725 nad kruchtą wzniesiono nową fasadę, całkowicie przesłaniającą elewację zbudowaną cztery wieki wcześniej. W tym czasie dobudowano też nową zakrystię oraz podwyższono o około 1 metr mury kościoła, a całość nakryto nowym dachem.
Do kolejnego zniszczenia kościoła doszło w 1945. Było ono wynikiem podpalenia opactwa przez Armię Czerwoną. Gruntowną odbudowę kościoła rozpoczęto w 1947, a prace renowacyjne prowadzono etapami aż do roku 2000. Na początku przeprowadzono prace rekonstrukcyjne, w ramach których usunięto tynki, odsłaniając w całym wnętrzu oryginalny ceglany wątek wendyjski, odbudowano sklepienia, zrekonstruowano powiększone w okresie baroku arkady międzynawowe oraz okna. W 1950 roku odprawiono w kościele, w kaplicy Matki Boskiej, pierwszą po wojnie mszę świętą.
W latach 1989–1992 przeprowadzono renowację zabytkowej kaplicy Matki Boskiej Pokornej, a w latach 1994–1996 generalną renowację elewacji wieży i ścian kościoła. W 1998 rozpoczął się nowy rozdział historii kościoła związany z przekazaniem opactwa rudzkiego diecezji gliwickiej. Od tego czasu zarówno kościół, jak i opactwo zaczęły odzyskiwać dawny blask. Dekretem z 28 maja 1995 biskup gliwicki Jan Wieczorek ustanowił kościół diecezjalnym Sanktuarium Matki Boskiej Rudzkiej. 4 czerwca 2000 obraz został uroczyście ukoronowany przez arcybiskupa Józefa Kowalczyka, wówczas nuncjusza apostolskiego w Polsce, koronami papieskimi poświęconymi 17 czerwca 1999 w Gliwicach przez Jana Pawła II. 14 czerwca 2009 roku, w roku jubileuszu 750-lecia opactwa, Benedykt XVI podniósł kościół do rangi bazyliki mniejszej.

## Architektura
Kościół klasztorny, będący w czasach jego budowy jedną z największych świątyń na Śląsku, wybudowano z cegły uzupełnionej w częściach konstrukcyjnych piaskowcem. Kościół jest budowlą orientowaną na planie krzyża łacińskiego. Trójnawowy w układzie bazylikowym – z nawą główną wyższą od naw bocznych, bezpośrednio oświetloną poprzez ostrołukowe okna w jej górnej części. Podobne okna mają nawy boczne. Nawy nakryto sklepieniami krzyżowo-żebrowymi.
Prezbiterium oraz przylegające do niego kaplice boczne wzniesiono na planie kwadratu, nawiązując do układu macierzystego opactwa w Jędrzejowie. W prezbiterium znajduje się otwór okienny znacznie większych rozmiarów niż pozostałe okna, wypełniony maswerkiem. Sklepienie wykonane jest z przęseł o tej samej długości zarówno w nawie głównej, jak i w nawach bocznych. Taki układ jest charakterystyczny dla architektury romańskiej. Pozostałe elementy architektury kościoła cechuje styl gotycki.
Pierwotnie kościół, jako cysterski, był bezwieżowy. Głównym elementem fasady był wejściowy portal, który po dodaniu kruchty pod koniec XVII wieku widoczny jest w kruchcie kościoła. W zwieńczeniu portalu na głównym wejściem znajduje się półkolista nisza z figurą Marii z Dzieciątkiem. Nowa barokowa fasada, będąca wynikiem późniejszej przebudowy kościoła, zawiera parawanową dwukondygnacyjną ścianę oraz częściowo ukrytą za nią wieżę. Kondygnacje fasady o nierównej szerokości nawiązują kształtem do rzymskiego kościoła Il Gesú, będącego pierwowzorem wielu świątyń w Europie, natomiast wieża jest elementem charakterystycznym świątyń środkowoeuropejskich. Na fasadzie umieszczone są cztery figury, dwie nad pierwszą kondygnacją – Archanioła Michała po lewej i św. Floriana po prawej stronie, i dwie nad drugą – św. Benedykta i św. Bernarda.
W XVIII wieku dobudowano po południowej stronie kościoła barokową kaplicę Najświętszej Maryi Panny. Kaplicę zbudowano na planie prostokąta i zamknięto południową ścianą o ściętych narożach, w której znajduje się półkolista absyda ołtarzowa. W narożach kaplicy znajdują się cztery nisze muszlowe, obramowane kolumnami, w których umieszczono posągi archaniołów Michała, Gabriela, Rafała i Anioła Stróża wykonane przez Jana Schuberta z Lipnika nad Beczawą. W kaplicy znajdują się również wykonane przez Schuberta rzeźby postaci książąt raciborskich Kazimierza i Władysława. Kaplica oddzielona jest od kościoła metalową kratą, wykonaną przez mistrza ślusarskiego z Raciborza na wzór kraty w opactwa w Henrykowie.
Kaplice boczne, przylegające do prezbiterium, noszą wezwania św. Jana Nepomucena i św. Krzyża. Kaplica Jana Nepomucena zwieńczona jest kopułą i ozdobiona freskami. Zachowała się w niej również dekoracja stiukowa z XVIII wieku. Kaplicę św. Krzyża zdobi polichromia z 1775. W kaplicy znajdują się również płyty epitafijne księcia Władysława i opata Andrzeja Pospala. Pierwsza z nich jest drewniana, natomiast druga kamienna z płaskorzeźbą.

## Wyposażenie
Wyposażenie bazyliki zostało w znacznym stopniu zniszczone podczas pożaru w 1945. W dość dobrym stanie zachowały się tylko dekoracje kaplic przy prezbiterium oraz na przedłużeniu południowego ramienia transeptu. Z dawnego wyposażenia pozostały cztery ołtarze boczne, umieszczone przy wschodniej ścianie transeptu, i antyambona w nawie głównej. Ambona spłonęła w 1945, a współczesna nie jest jej odwzorowaniem. W północnym ramieniu transeptu znajduje się kamienny portal z 1680 z monogramem IHS w zwieńczeniu.
Ołtarze boczne wykonane są w dwóch typach. Pierwszy ma formę wolutowej ramy umieszczonej na wysokim cokole, złączonym z sarkofagową mensą. W dolnej części znajdują się wolutowe konsole, a na nich stiukowe wazy. Między konsolami umieszczony jest przeszklony pojemnik na relikwie. W zwieńczeniu ołtarzy umieszczono drewniane, owalne reliefy. W ołtarzach tych znajdują się obrazy św. Floriana i św. Wawrzyńca, a reliefy przedstawiają odpowiednio św. Józefa z małym Jezusem i św. Jana Chrzciciela. Drugi typ ołtarzy bocznych to konstrukcje postawione na wysokich cokołach z filarami po bokach, usytuowanymi ukośnie do płaszczyzny nastawy. Na konsolach w dolnej części ołtarzy ustawione są stiukowe figury świętych. Są to rzeźby Mojżesza, Aarona, Jana Chrzciciela i Jana Ewangelisty autorstwa Jana Melchiora Österreicha z 1725, odrestaurowane w 2000. Österreich jest również autorem rzeźb na fasadzie bazyliki. Dolna część zwieńczenia ołtarzy ma formę wolut, na których siedzą putta. W ołtarzach umieszczono obrazy przedstawiające św. Bernarda oraz śmierć św. Benedykta, a w ich zwieńczeniach wyobrażenie królowej Saby przed królem Dawidem oraz przedstawienie Ofiary Izaaka.
Antyambona ma kształt odpowiadający umieszczonej po drugiej stronie nawy ambony. Kosz ambony jest u dołu rozszerzony, a baldachim wykonano na rzucie prostokąta z polichromowanego stiuku, który imituje draperię. Na czołowej ściance kosza umieszczona jest scena spotkania Jezusa z uczniami w Emaus, a w zaplecku ambony znajduje się scena, w której św. Bernard z Clairvaux hostią nawraca Wilhelma Akwitańskiego, wroga papiestwa. Antyambony najczęściej pełniły funkcję nadbudowy chrzcielnicy lub też ołtarza bocznego.
W bazylice znajdują się jedyne na Śląsku relikwie Św. Walentego oraz relikwie drzewa Krzyża Świętego. W kruchcie, pod którą jest krypta książąt raciborskich z rodu Hohenlohe-Schillingsfürst, znajduje się XIX-wieczny żeliwny sarkofag księcia Wiktora i jego żony.

## Sanktuarium
Historia rudzkiego sanktuarium związana jest z obrazem Matki Boskiej zwanej Pokorną. Cystersi obraz Maryi przywieźli z Jędrzejowa. Obraz podarowali cystersom książęta raciborscy, Kazimierz i jego syn Władysław. Kult maryjny rozwijał się od początku obecności obrazu w Rudach. Świadczą o tym między innymi powstające tu modlitwy. Najpopularniejszą formą kultu obrazu Matki Boskiej Rudzkiej, znaną z zapisów historycznych, były jednak pielgrzymki. Przybywały one nie tylko z najbliższej okolicy, ale również z całego Śląska, Małopolski i Czech. Świadectwem tych czasów są zachowane spisy wotów oraz namalowane w tym czasie kopie rudzkiego wizerunku. Rudy stały się najstarszym na Śląsku miejscem kultu maryjnego.
Kult rudzkiego sanktuarium wzmocnił się w XVII i XVIII wieku. Z czasów wojny trzydziestoletniej pochodzi pierwszy zapis o cudzie za wstawiennictwem Maryi. W 1642, kiedy do klasztoru zbliżały się wojska protestanckie, zakonnicy wzięli obraz i udali się przed kościół z procesją. Nad klasztorem pojawiła się mgła, która zmyliła orientację Szwedów i odwiodła ich od klasztoru. Szczyt rozwoju ruchu pielgrzymkowego miał miejsce w pierwszej połowie XVIII wieku. Z tego okresu pochodzi największa liczba wotów. Wtedy również wzniesiono dla obrazu kaplicę maryjną. Kres ruchowi pątniczemu dało przejęcie władzy na Śląsku przez Prusy. Po sekularyzacji w 1810 kult obrazu osłabł, ale nie zanikł. O jego intensywności świadczy zakaz jaki dla ruchu pielgrzymkowego wydali właściciele Rud, książęta von Ratibor. Przyczynił on się do ograniczenia kultu do charakteru lokalnego.
W 1945 spłonął kościół klasztorny, jednak ocalała kaplica z cudownym obrazem. Był to dla mieszkańców znak szczególnej opieki Maryi nad tym miejscem. Po wojnie kościół odbudowano, władze komunistyczne zabraniały jednak ruchu pielgrzymkowego. Dopiero w 1974 biskup opolski Franciszek Jop zaliczył kościół do sanktuariów obchodzonego wtedy Roku Świętego. W 1992 zakończono remont kaplicy maryjnej, a w 1995 kościół został podniesiony do rangi sanktuarium diecezjalnego. Spowodowało to wzrost ruchu pielgrzymkowego. Do jeszcze większego jego ożywienia przyczyniła się mająca miejsce w 1999 koronacja obrazu Matki Boskiej Pokornej koronami papieskimi poświęconymi przez Jana Pawła II. Od tego czasu sanktuarium ponownie przyciąga pielgrzymów z coraz dalszych zakątków Polski i Europy.

## Obraz Matki Boskiej Pokornej
Szczególnym przedmiotem kultu w sanktuarium jest słynący łaskami obraz Matki Bożej, pochodzący z połowy XV wieku. Obraz o wymiarach 114 × 73,5 cm, namalowany temperą na lipowej desce, jest prawdopodobnie kopią obrazu z początku XIII wieku.
Przypuszcza się, że pierwotne malowidło było namalowane w stylu bizantyńskim, zostało przywiezione na Śląsk prawdopodobnie przez księżną Wiolę. Była ona córką jednego z carów bułgarskich, a książę Kazimierz poznał ją podczas powrotu ze swej wyprawy do Ziemi Świętej i pojął za żonę. Obraz ten zaginął prawdopodobnie podczas najazdów husyckich na klasztor na początku XV wieku albo w czasie mającej miejsce sto lat później reformacji.
Obraz istniejący obecnie przedstawia postaci Matki Boskiej z Dzieciątkiem na lewym ramieniu w ujęciu do bioder. Dzieciątko twarz zwraca ku Matce, w lewej dłoni trzyma Księgę Ewangelii, prawą zaś unosi w geście błogosławieństwa. Malowidło ma cechy ikony bizantyjskiej. Niewykluczone, że nawiązuje do obrazu Matki Boskiej Śnieżnej Salus Populi Romani z rzymskiej bazyliki Najświętszej Marii Panny Większej.
Obraz był czterokrotnie odnawiany i przemalowywany. Po raz ostatni konserwacji obrazu w 1935 dokonał wrocławski malarz Hugo Hesse na zlecenie księcia Wiktora III. Wcześniej obraz był przysłonięty srebrnymi sukniami, a postacie Maryi i Jezusa ukoronowane. Po konserwacji suknie i korony umieszczono na kopii obrazu. W latach 1990–1991 dokonano konserwacji obrazu w pracowni Małgorzaty Schuster-Gawłowskiej z ASP w Krakowie. Przywrócono podczas niej najstarszy, gotycki wizerunek Matki Boskiej z Dzieciątkiem.

## Galeria

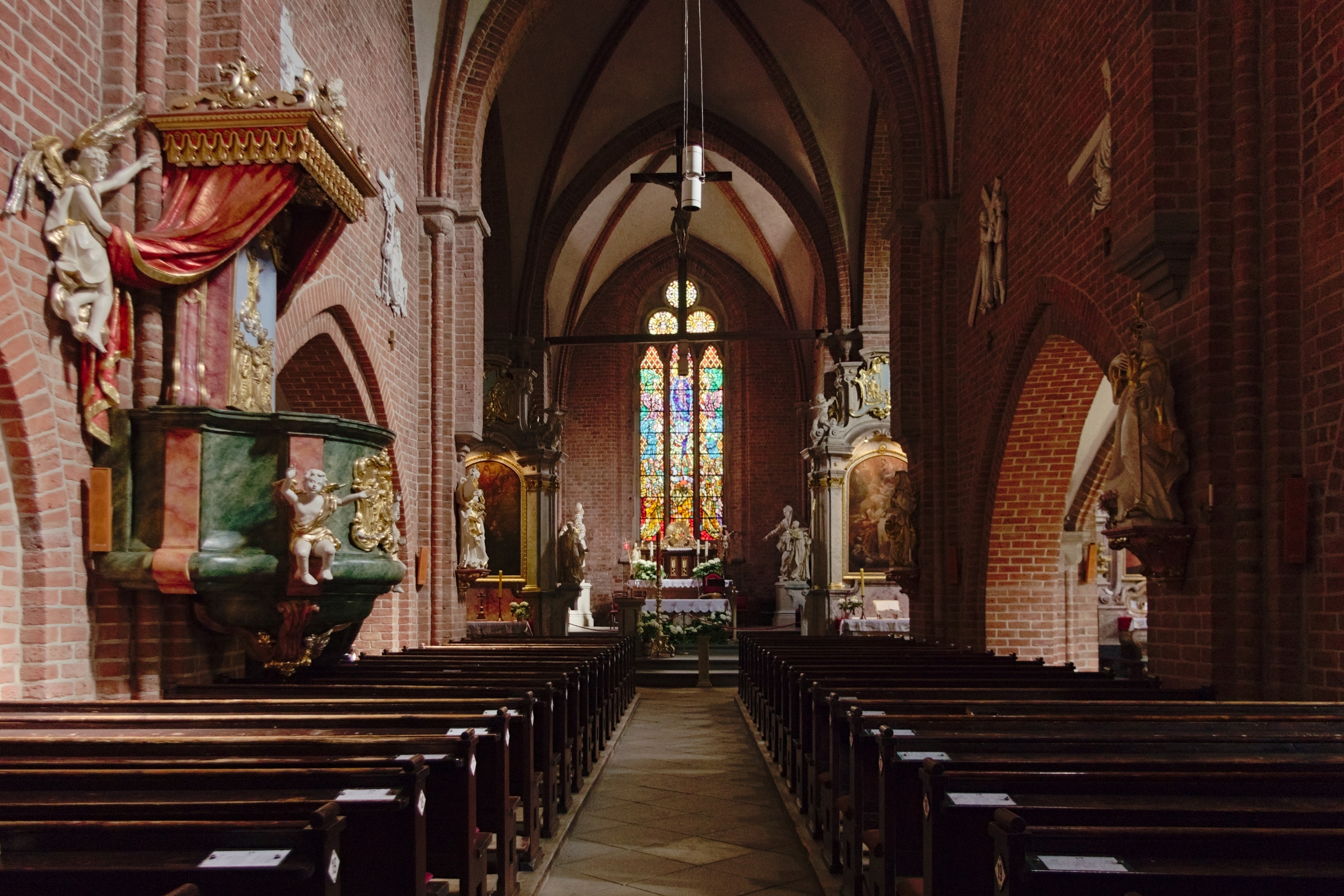
Nawa główna
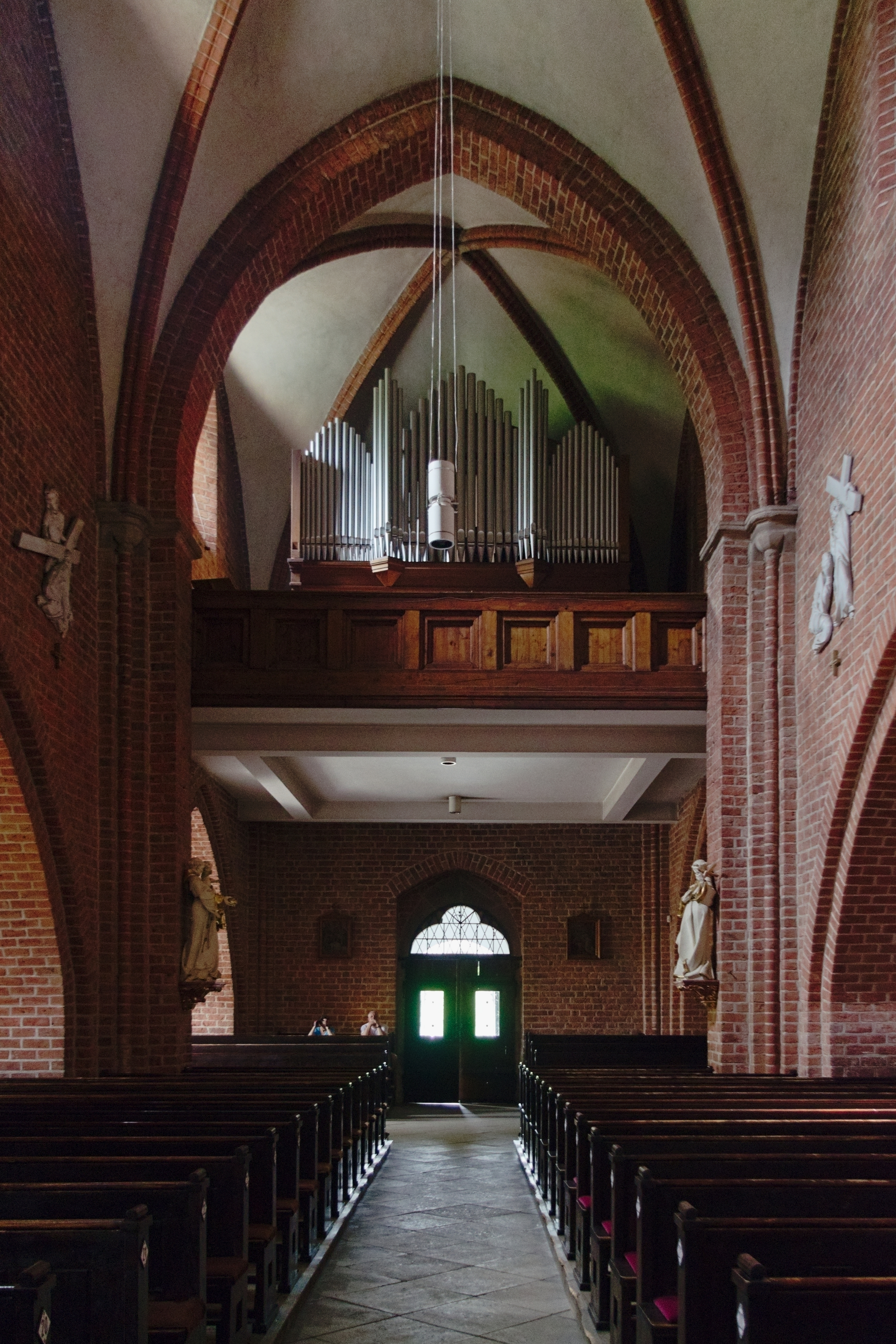
Chór i organy
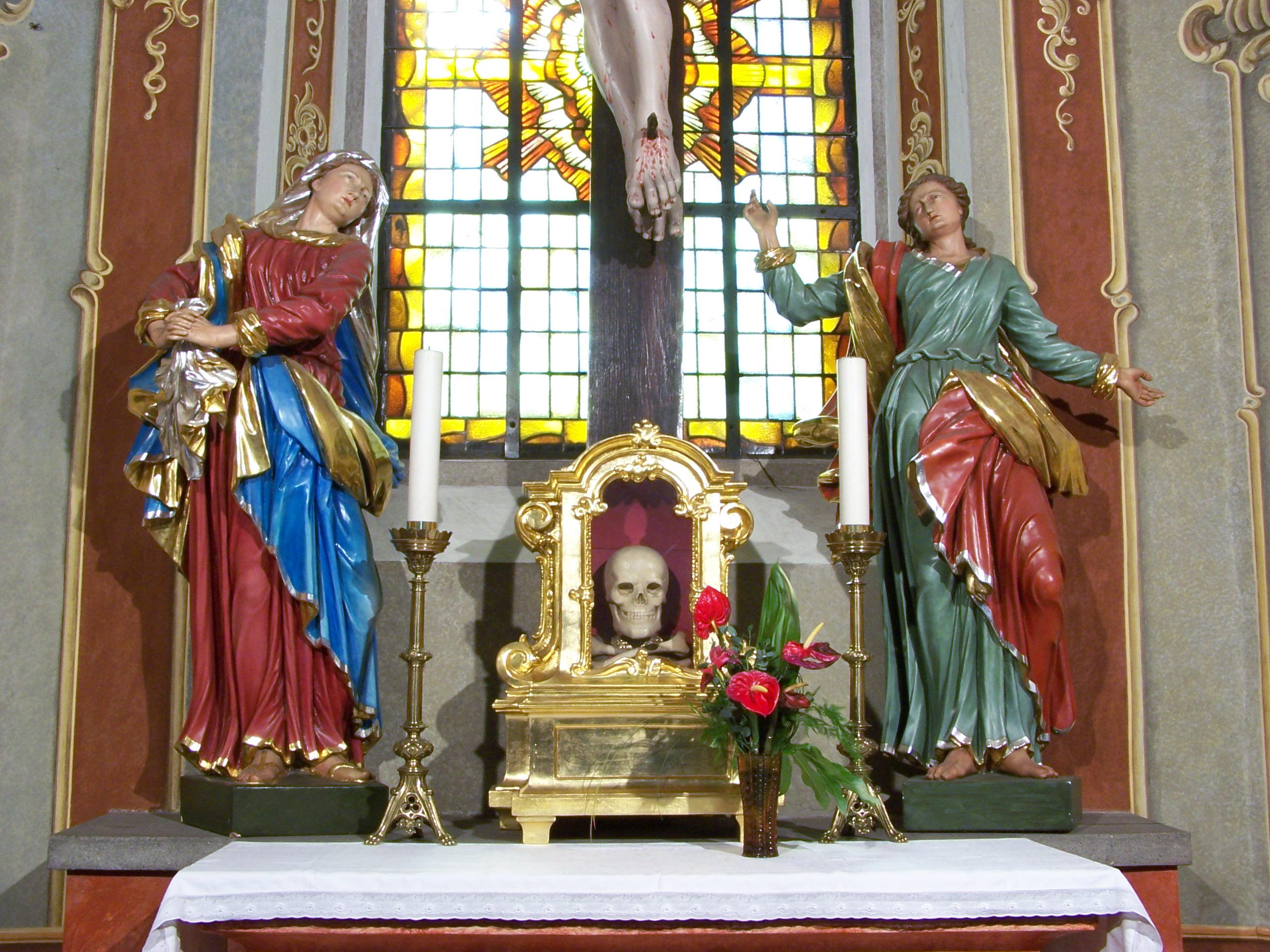
Wnętrze kaplicy św. Krzyża
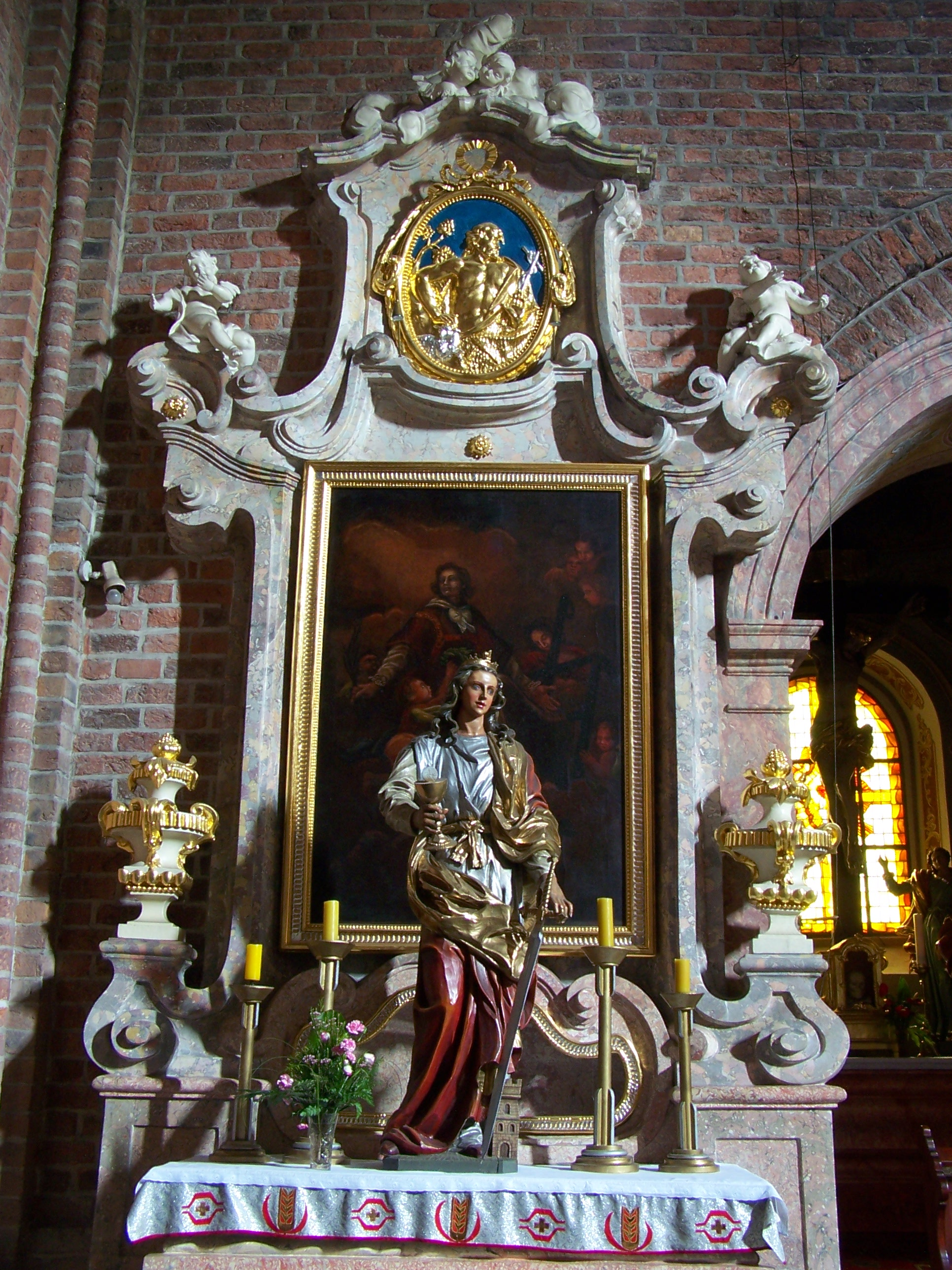
Ołtarz boczny św. Wawrzyńca
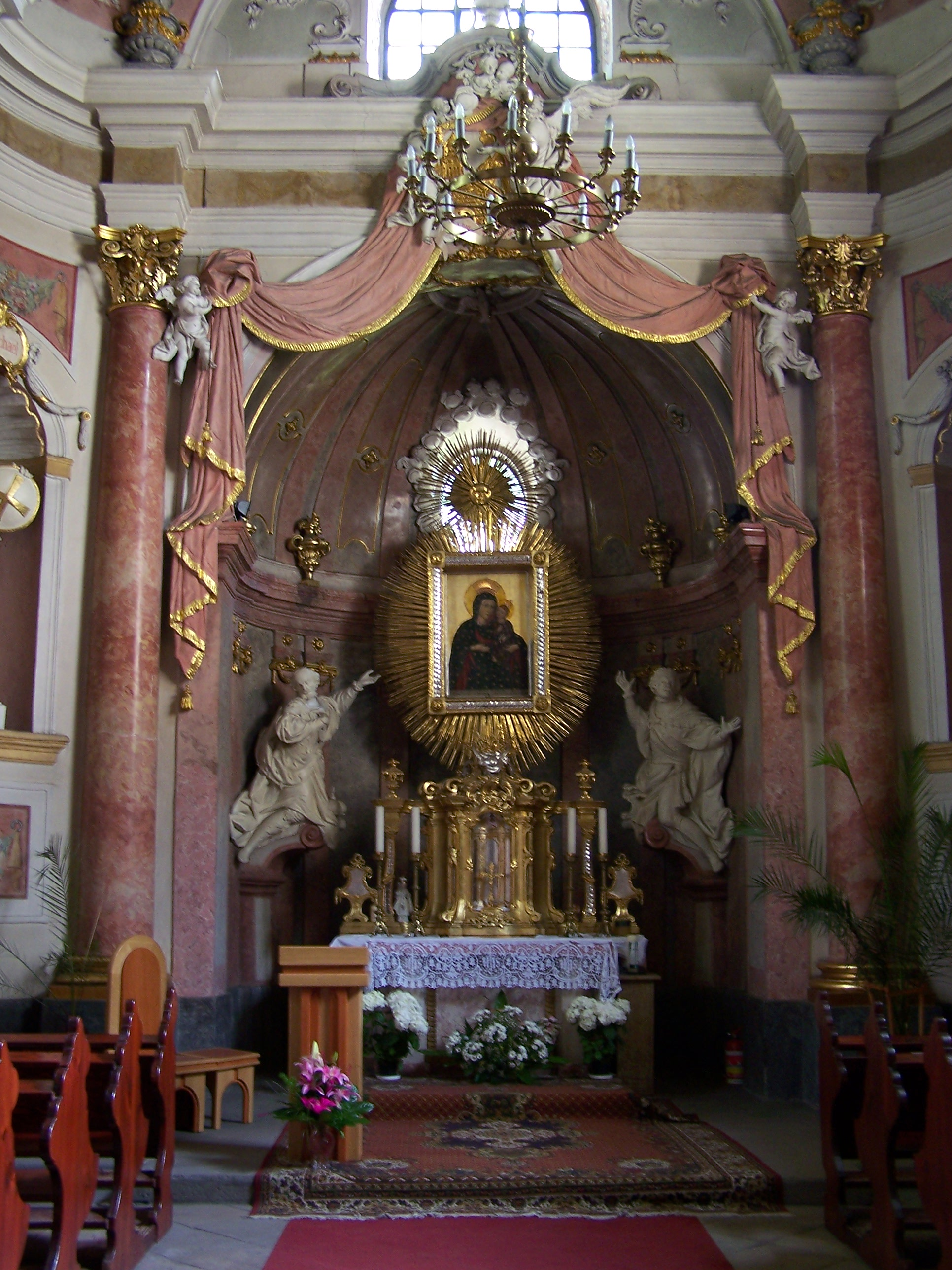
Kaplica maryjna z obrazem Matki Boskiej Pokornej
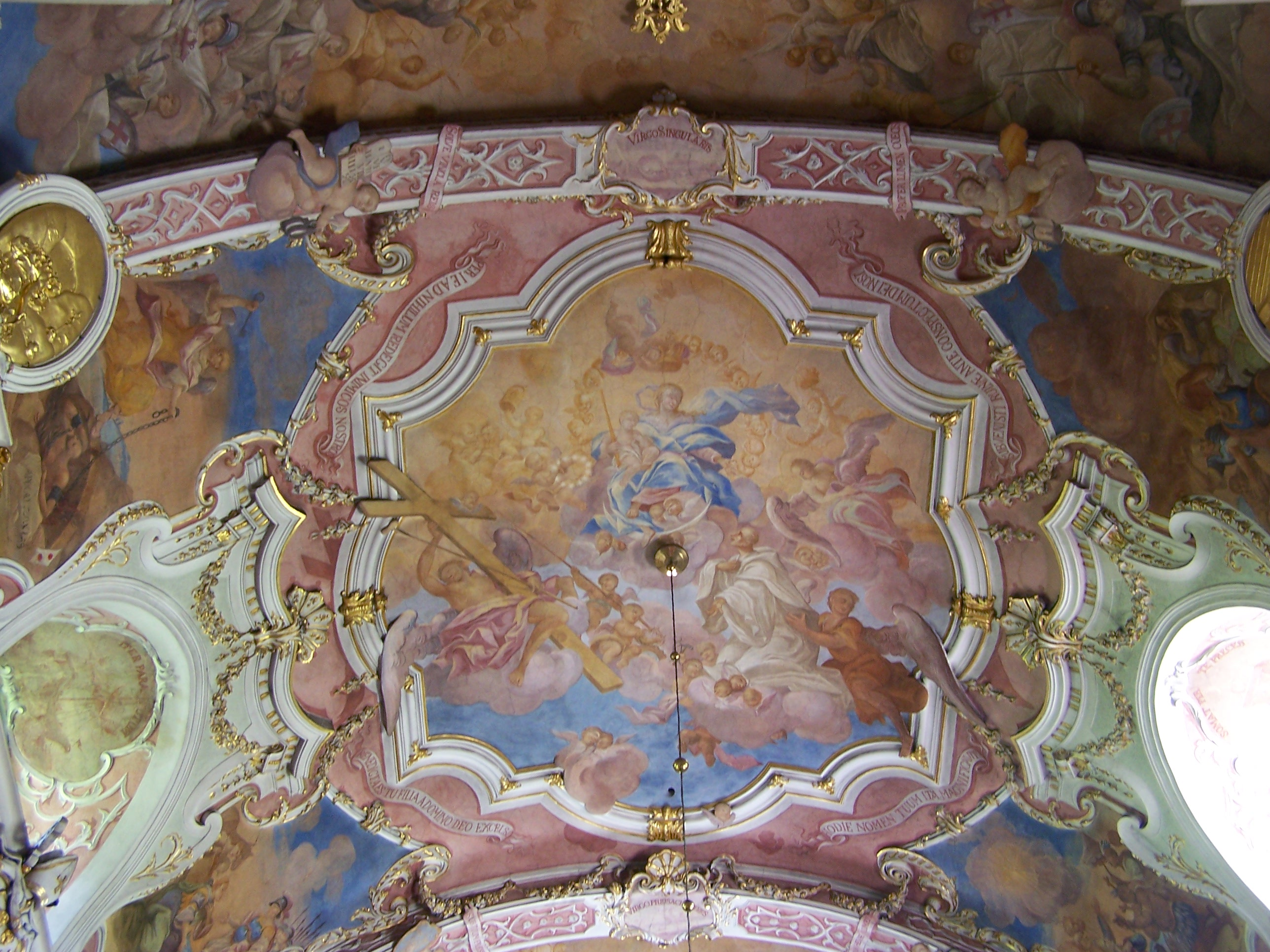
Freski w kaplicy maryjnej